# 조선민주주의인민공화국 금속화학공업성
금속화학공업성(金屬化學工業省)은 조선민주주의인민공화국의 폐지된 옛 내각 중앙행정기관이다. 1962년 8월 29일 금속공업성과 화학공업성을 통합하여 개편, 발족하였다. 1965년 1월 다시 금속공업성과 화학공업성으로 분리되었다.

## 연혁
- 1962년 8월 29일 금속화학공업성 출범
- 1965년 1월 금속화학공업성 폐지

## 역대 상, 부상

### 역대 금속화학공업상
- 리종옥 1962년 8월 19일 ∼ 1962년 10월 22일
- 리종옥 1962년 10월 23일 ∼

## 같이 보기
- 화학공업성
- 경공업성
- 금속공업성
- 화학건재공업성